# 포괄주의
포괄주의(Inclusionism)는 위키 이용자들의 성향으로, 많은 문서를 남겨두거나, 데이터가 불려진 문서의 내용을 보존하는 성향을 말한다. 이 성향은 보통 최대한 많은 정보를 자세하고 세분화하여 알리려는 목적을 가진다. 이러한 성향 탓에, 삭제주의 이용자들과 마찰을 빚기도 한다.
많은 경우 포괄주의는 보존의 목적이 함께 있기 때문에 아카이브에 유리하다. 그러나 지나친 포괄주의는 불필요한 문서의 난립을 야기하며 다른 이용자들에게 혼란을 줄 수 있다. 또한 오래된 정보를 변경 없이 그대로 놔두는 경우, 이에 대한 혼란이 생길 수 있다.

## 같이 보기
메타 위키의 포괄주의